# Aeroporto di Courtrai-Wevelgem
L'Aeroporto Internazionale di Courtrai-Wevelgem  (ICAO: EBKT - IATA: KJK) è un aeroporto belga situato a circa 5 km dal centro della città di Courtrai, in Belgio nei pressi delle cittadine di Bissegem e Wevelgem.